# 4395 Danbritt
4395 Danbritt је астероид главног астероидног појаса чија средња удаљеност од Сунца износи 2,992 астрономских јединица (АЈ).
Апсолутна магнитуда астероида је 12,3.